# Andrzej Żuławski
Andrzej Żuławski (22 de noviembre de 1940 – 17 de febrero de 2016) fue un director de cine y escritor polaco. Nació en Lwów, Polonia (hoy territorio de Ucrania). A menudo en sus películas, Żuławski plasmó las dinámicas de pareja, analizó sentimientos como el amor, el odio, miedo, celos, así como también reflexionó sobre la violencia y la condición humana en general. Criticó ideologías y actitudes autoritarias y totalitarias así como cualquier tipo de represión, esto muy influenciado por la censura que vivió a la hora de realizar la mayoría de sus cintas en la Polonia socialista, entonces territorio controlado por la URSS. También criticó las posturas comerciales prevalecientes, y principalmente tuvo éxito entre las audiencias europeas de cine-arte.
A fines de la década de 1950, estudió cine en Francia, en el Institut des Hautes Études Cinématographiques (IDHEC) de París. En 1970 debutó con su primera película: Trzeciej czesci nocy, basada en una novela de su padre, Miroslav Zulawski. Su segunda película, El diablo (1972), fue prohibida en Polonia por las autoridades soviéticas y Żuławski se mudó a Francia. Después del éxito en 1975 de Lo importante es amar, regresó a Polonia donde pasó dos años creando En el globo plateado (1988). El trabajo de esta película fue destruido por órdenes del régimen de la Unión Soviética. La película, que estaba completa, tuvo que rehacerse con el material rescatado. Posteriormente, regresó a Francia donde alcanzó notoriedad por sus películas controvertidas y violentas de cine arte. A causa de un cáncer, Żuławski murió el 17 de febrero de 2016.
Entre las actrices que han trabajado con Żuławski se cuentan Romy Schneider, Isabelle Adjani y Sophie Marceau. Sus películas han recibido numerosos premios en varios festivales internacionales de cine. Żuławski también ha escrito varias novelas, por ejemplo: Il était Un Verger, Lity Bór (también llamada La Forêt Forteresse), W Oczach Tygrysa, y Ogród Miłości.

## Filmografía selecta
| Película | Película                               | Película                                                                        | Película |
| Año      | Título                                 | Papel                                                                           | Notas    |
| -------- | -------------------------------------- | ------------------------------------------------------------------------------- | -------- |
| 1971     | La tercera parte de la noche           | Director y guionista                                                            | Película |
| 1972     | El diablo                              | Director y guionista                                                            | Película |
| 1975     | Lo importante es amar                  | Director y guionista (adaptación)                                               | Película |
| 1981     | La posesión                            | Director y guionista (adaptación y diálogos) / (Guion cinematográfico original) | Película |
| 1984     | La mujer pública                       | Director y guionista (escenografía)                                             | Película |
| 1985     | L'Amour braque (Amor loco)             | Director y guionista                                                            | Película |
| 1987     | Mal de amor                            | Guionista (argumento)                                                           | Película |
| 1988     | En el globo plateado                   | Director y guionista                                                            | Película |
| 1989     | Mis noches son más bellas que tus días | Director y guionista (adaptación y diálogo)                                     | Película |
| 1989     | Boris Godunov                          | Director y guionista (escenografía)                                             | Película |
| 1991     | La nota azul                           | Director y guionista (escenografía)                                             | Película |
| 1996     | Szamanka                               | Director                                                                        | Película |
| 2000     | La fidelidad                           | Director y guionista                                                            | Película |
| 2015     | Cosmos                                 | Director y guionista                                                            | Película |